# 코르시카 침공 (1553년)
1553년 코르시카 침공은 프랑스 왕국과 오스만 제국, 코르시카 망명군이 연합하여 제노바 공화국의 코르시카섬을 점령한 사건이다.
코르시카섬은 합스부르크가의 통치국인 스페인과 이탈리아 소국 간의 교류의 중심지로서, 두 지역 간을 항해하는 소형 선박의 필수 기착지라는 점에서 서부 지중해에서도 손꼽히는 전략적 요충지에 해당됐다.
1453년부터 제노바의 산 조르조 은행이 관리해 왔으나, 프랑스 왕국 측에서 자국의 이익을 위해 섬 점령에 나서면서 전쟁이 발발하였다.

## 배경
프랑스 국왕 앙리 2세는 합스부르크 황제 카를 5세를 상대로 1551년부터 1559년까지 이탈리아 전쟁에 참전하였다. 이후 동맹국 확보에 나선 앙리 2세는 아버지 프랑수아 1세의 프랑스-오스만 동맹 정책을 계승하여, 지중해의 합스부르크 세력 견제에 함께한다는 공동의 목표하에서 오스만 제국 쉴레이만 대제와의 협력에 나섰다.
당시 코르시카섬은 합스부르크가의 영향력 하에 있는 제노바 공화국이 통치하고 있었으며, 지난해 1552년 폰차 전투에서 오스만군은 프랑스 대사 가브리엘 드 뤼에츠와 함께 안드레아 도리아가 지휘하는 제노바 함대를 격파한 바 있었다. 1553년 2월 1일, 프랑스와 오스만 제국은 신 프랑스-오스만 동맹 조약을 체결하여 합스부르크에 대항하기 위한 양국간의 해군협력을 이루기로 약속하였다. 이 시점에서 프랑스-오스만 군사 동맹은 정점에 이르렀다고 평가받는다.

## 전개

### 1553년 여름 전역
오스만 제독 투르구트와 코자 시난은 파울랭 드 라 가르드 남작이 지휘하는 프랑스 함대와 함께 이탈리아 나폴리, 시칠리아섬, 엘바섬, 코르시카섬 연안 습격에 나섰다.
오스만 함대는 파르마에 주둔해 있던 폴 드 테르메스 원수의 프랑스군을 시에나 공화국 마렘마에서 코르시카섬까지 수송하는 방식으로 프랑스군의 지원에 나섰다. 프랑스군은 이 과정에서 삼피에로 코르소와 조르다노 오르시니 등 코르시카 망명자들의 지원도 함께 받았다. 그러나 이 시점의 침공 작전은 프랑스 국왕이 사전에 확실히 허락했던 것은 아니었다.
1553년 8월 24일 폴랭 드 라 가르드는 코르시카섬의 바스티아를 함락시킨 뒤 8월 26일 생플로랑에 당도하였다. 그해 9월에는 보니파시오를 점령하였다.  이 시점에서 남은 도시는 칼비 뿐이었고 오스만-프랑스 연합군은 곧바로 포위전에 나섰다. 9월 말이 되자 오스만군은 남은 포위전을 프랑스군에 맡기고 그간의 전리품을 챙겨 콘스탄티노플로 돌아가기로 결정했다.
오스만 제국의 도움으로 프랑스군은 코르시카섬에서 강력한 입지를 확보했고, 마침내 여름이 끝날 무렵에는 섬 장악에 거의 성공하여 교황의 경악을 불러일으켰다.
겨울에 이르러 오스만 함대가 코르시카섬을 떠나고, 프랑스 함대도 마르세유로 귀환하자 코르시카섬은 위태로운 상태에 놓였다. 이 시점에서 코르시카섬에는 프랑스 노병 5,000명이 코르시카 반군과 함께 주둔해 있었다.

### 1553년~1554년 제노바의 반격
1553년 11월 앙리 2세는 제노바 공화국과의 협상에 나섰으나 제노바는 이를 거부하고 안드레아 도리아의 함대와 함께 15,000명의 병력을 코르시카섬에 파견하여, 생플로랑 포위전을 시작으로 코르시카섬의 기나긴 탈환 작전에 나섰다.
이에 드라구트가 지휘하는 오스만 함대가 지중해를 건너왔으나 이미 시기를 놓쳐 나폴리 연안에서 선수를 돌려 콘스탄티노플로 돌아왔다. 프랑스군이 받은 지원은 알제에서 건너온 갤리엇 함대가 끝이었다.

### 1555년~1558년 프랑스-오스만 합동 작전

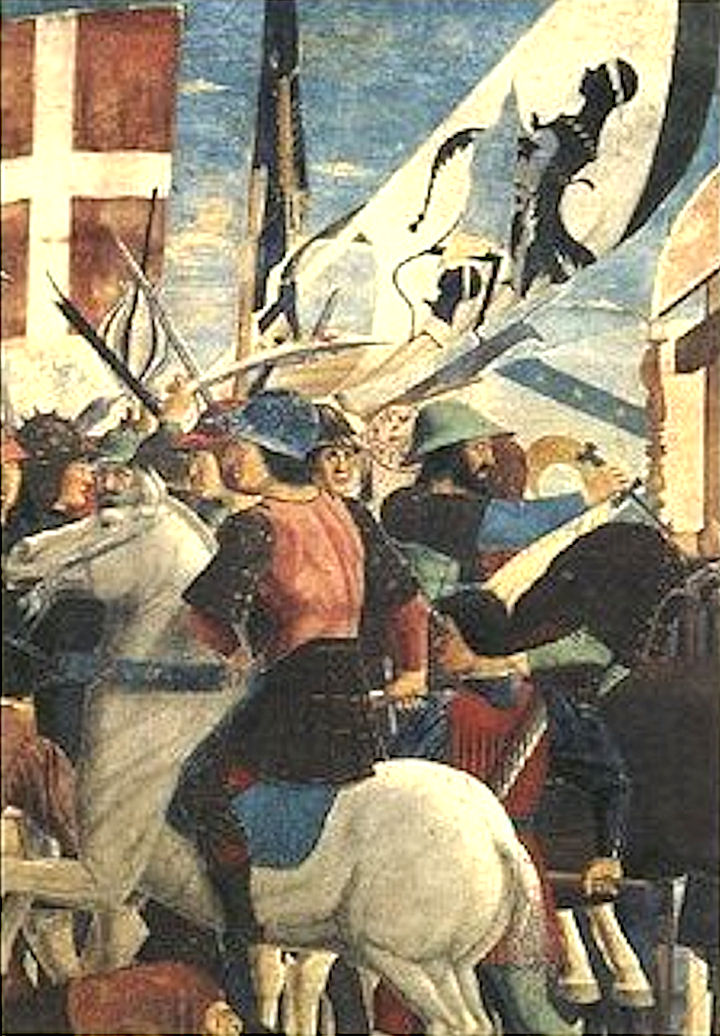
제노바군과 코르시카군의 전투

1555년 코르시카섬 연안도시의 프랑스군은 대부분 패주하였고, 안드레아 도리아도 코르시카점에서 물러났으나, 대다수 지역은 여전히 프랑스의 점령지로 남아 있었다. 1555년 주르당 데 위르생이 테르메의 후임으로서 '코르시카섬 국왕대리 총독' (Gouverneur et lieutenant général du roi dans l'île de Corse)로 임명됐다.
당시 오스만 제국은 사파비 왕조와 전쟁을 벌이고 있었기에 오스만 정부도 페르시아로 원정을 떠나 있었다. 이에 오스만 제국의 프랑스 대사였던 포르테 코디냐크는 페르시아로 직접 가서 함대 파견을 간청하였다. 그러나 오스만 함대는 공격에 소극적이어서 칼비 포위전에서도 대기 상태에 있었으며 전투에 별다른 기여를 하지 않았다. 제노바군의 탈환으로 귀결된 바스티아 포위전에서도 이렇다 할 개입은 없었다. 오히려 전투 지원을 위해 파견됐던 오스만 함대에서 역병이 도는 바람에 병력상의 대손실을 겪게 되었으며, 빈 배를 끌고 본국으로 귀환하던 처지였다.
1558년 또다른 오스만 함대가 프랑스의 전략적 지원을 위해 지중해로 파견되었으나 코르시카섬 바스티아 인근에서 프랑스 함대에 바로 합류하지 않고 지연 상태를 거듭하다 발레아레스 제도를 침공하였다. 이는 함대를 지휘하던 드라구트 사령관이 쉴레이만 대제의 명령을 따르지 않았기 때문인 것으로 추정된다. 쉴레이만 대제는 1558년 말 앙리 2세에게 보낸 서한에서 사과의 뜻을 표했다.
결국 1559년 프랑스는 카토캉브레지 조약을 체결하여 코르시카섬을 제노바 공화국에 반환하였다.

## 그림

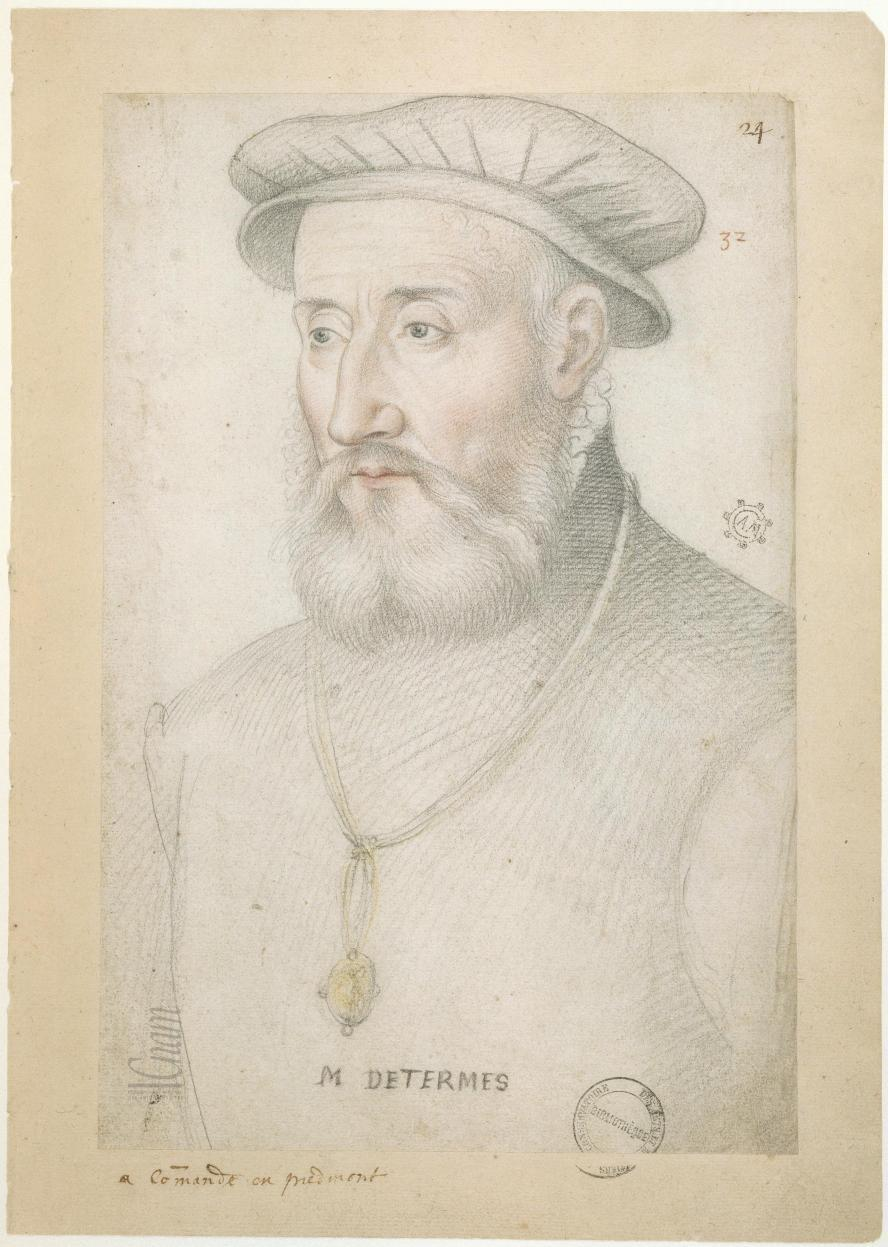
프랑스군 사령관 폴 드 테르메
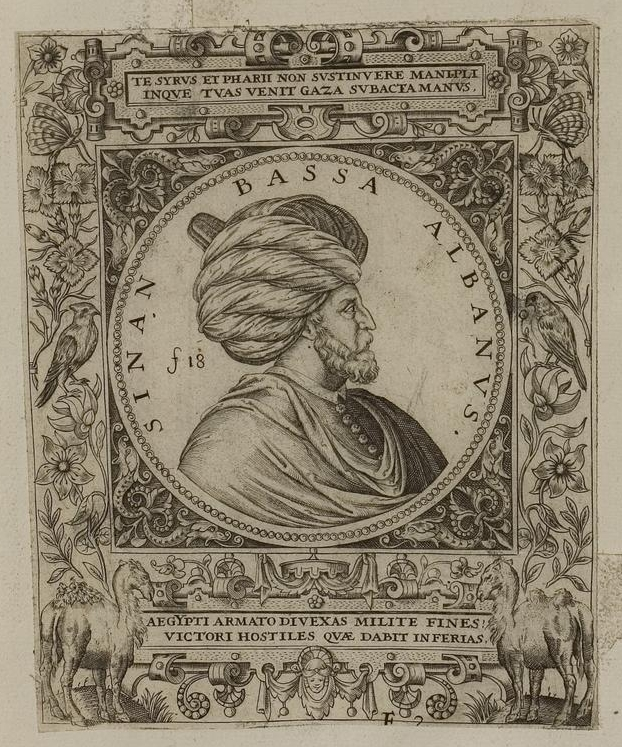
오스만군 사령관 코자 시난 파샤
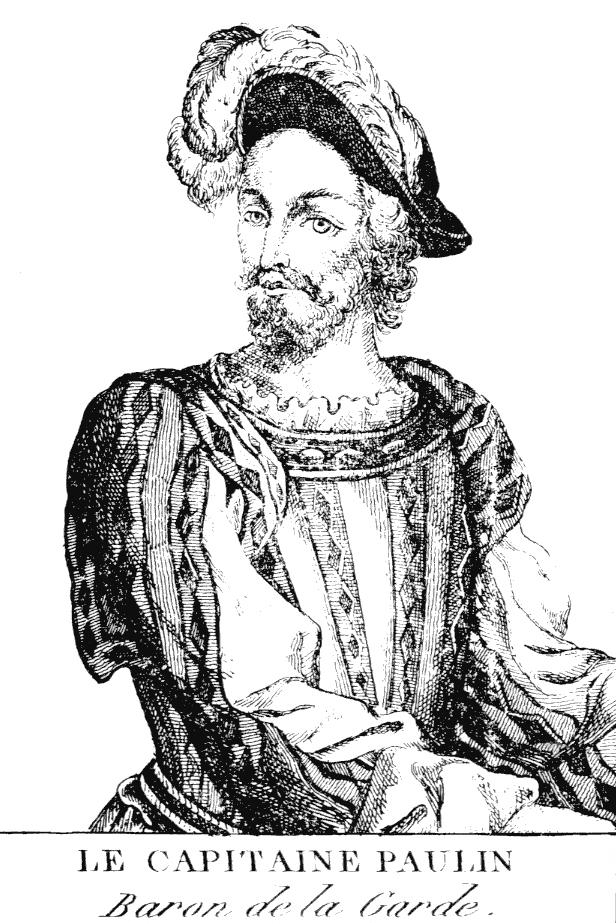
프랑스 장군 폴랭 드 라 가르드 남작
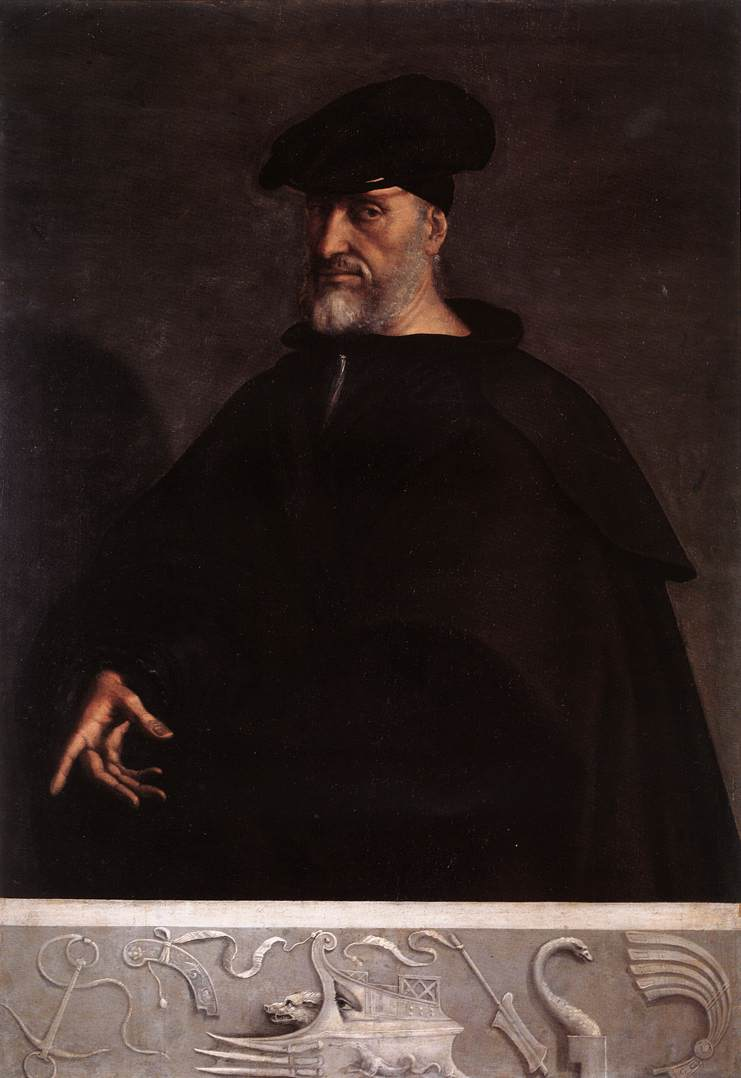
제노바군 사령관 안드레아 도리아
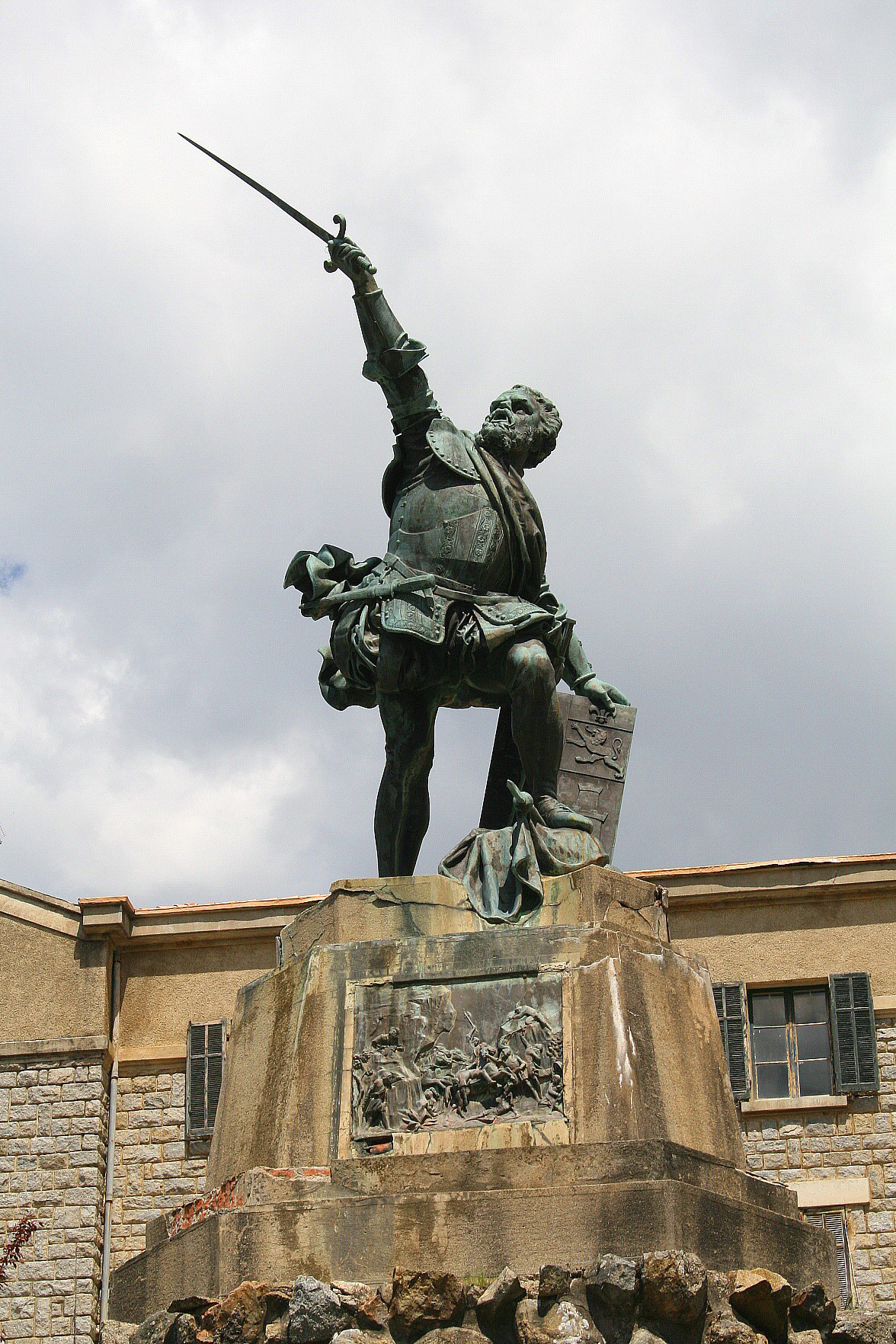
코르시카섬 바스텔리카에 위치한 코르시카 망명자 삼피에로 코르소의 동상. 프랑스군, 오스만군과 연합하여 코르시카의 점령에 나섰다.

## 같이 보기
- 프랑코-오스만 동맹
- 프랑스-오스만 동맹
- 코르시카의 역사

## 참고 문헌
- Peter Malcolm Holt, Ann K. S. Lambton, Bernard Lewis, The Cambridge History of Islam, Cambridge University Press, 1977. ISBN 0-521-29135-6ISBN 0-521-29135-6
- William Miller, The Ottoman Empire and Its Successors, 1801–1927 Routledge, 1966 ISBN 0-7146-1974-4